# Cala Pous
Cala Pous és una petita platja situada a l'illa de Menorca, concretament al nord del municipi de  Ciutadella
Juntament amb Cala es Morts són les úniques que hi ha al voltant de Punta Nati, la qual alberga el far homònim (de 13 metres d'altura i a 42 sobre el nivell de la mar). Hi ha pocs banyistes locals i gairebé cap de turista, ja que està situada entre grans penya-segats molt abruptes.
És una cala verge en forma de V, de còdols i sense vegetació al voltant.